# Pandarée
Ne doit pas être confondu avec Pandare.
Dans la mythologie grecque, Pandare ou Pandarè ou Pandaréos (en grec ancien Πανδάρεως / Pandáreôs) est un Crétois de Milet impliqué dans le supplice de Tantale.

## Mythe
Pandarée est mentionné à deux reprises dans l’Odyssée, mais uniquement en tant que père d'Édon et des Pandarides, le poète précisant pour ces dernières que « Les Dieux avaient fait mourir leurs parents » sans donner de détails. Les scholies sur ces deux passages, nous apprennent que Pandarée, fils de Mérops, vola un chien d'or présent dans le sanctuaire de Zeus, en Crète, puis le confia à Tantale, en Phrygie. Après que Zeus eut puni Tantale pour lui avoir dissimulé son bien — il avait fait un faux serment à Hermès prétendant ne jamais avoir reçu le chien —, Pandarée et sa femme Harmothoé s'enfuirent à Athènes puis en Sicile, où le dieu les retrouva et les tua.
Chez Antoninus Liberalis, le chien d'or n'est autre que celui qui avait gardé la chèvre Amalthée lorsque Zeus était enfant. Il est volé par Pandarée qui le confie à Tantale, mais cette fois c'est Pandarée lui-même qui revient le réclamer. Tantale fait un faux serment déclarant ne l'avoir jamais reçu, et Zeus le punit ainsi que Pandarée, qu'il change en pierre. (Une autre tradition inverse les rôles des deux mortels, puisque c'est Tantale le voleur et Pandarée le gardien parjure.)
Il faut noter que cette version expliquant le supplice de Tantale, auquel Pandarée est lié par le biais du chien d'or, ne fait pas l'unanimité dans les sources et que d'autres explications distinctes sont avancées (festin cannibale, trahison divine, etc.)
Enfin dans une indication sans rapport avec le chien d'or, Antoninus Liberalis nous apprend que Déméter avait doté Pandarée du don de ne jamais souffrir d'indigestion, quelle que soit la quantité de nourriture qu'il ingurgiterait.

## Représentations figurées
Le seul exemple connu de représentation antique est une coupe de Siana à figures noires du Peintre de Heidelberg (575-550 av. J.-C.). Conservée au musée du Louvre, elle montre un homme de forte stature suivi d'un grand chien et d'un autre homme tenant vraisemblablement une laisse.